# Слюсари (Решетиловский район)
Слюсари (укр. Слюсарі) — село,
Решетиловский поселковый совет,
Решетиловский район,
Полтавская область,
Украина.
Код КОАТУУ — 5324255107.
Население по переписи 2001 года составляло 0 человек. Снято с учета решением Полтавского областного совета от 23 мая 2013.

## Географическое положение
Село Слюсари находится на расстоянии в 2,5 км от сёл Онищенки, Колотии и Гришки.
По селу протекает пересыхающий ручей с запрудой.